# مروان علي (شاعر)

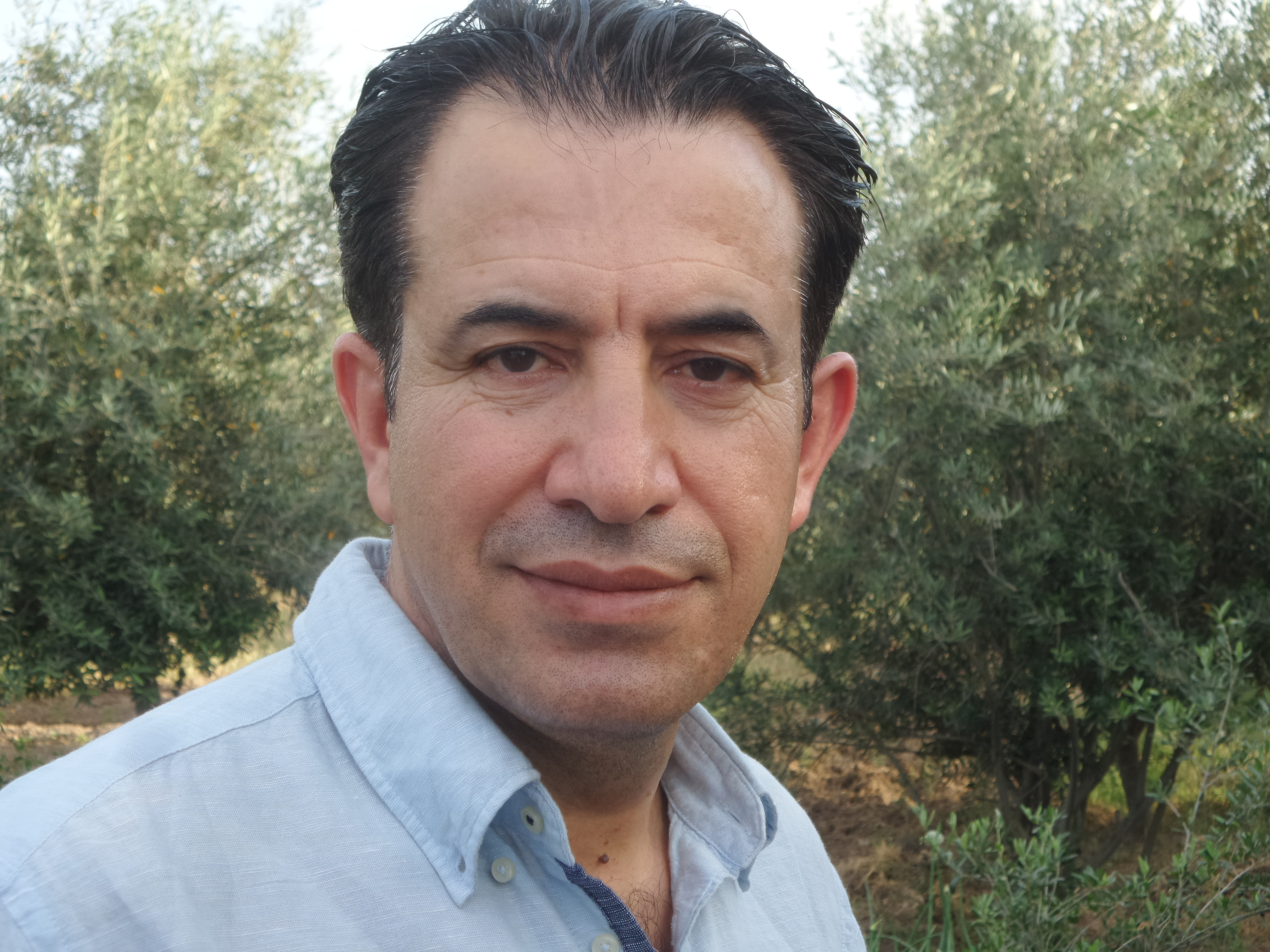
مروان علي

مروان علي هو شاعر سوريّ ولد عام 1968 في قرية گرصور على أطراف مدينة القامشلي أقصى شمال شرق سوريا.
ترجمت أعماله إلى الكردية والتركية والألمانية والإيطالية والإنجليزية والهولندية والفرنسية.

## حياته
درس الاقتصاد في جامعة حلب وتخرج منها عام 1992.
هاجر إلى هولندا عام 1996، وبقي فيها إلى العام 2003، وانتقل إلى ألمانيا التي ما زال مقيماً فيها حتى اليوم.
بدأ بنشر نصوصه ومقالاته في العديد من الصحف والمجلات العربيّة، وهو عضو في اتحاد الكتاب الهولنديين، وحاز على جائزة مهرجان «دنيا» الهولندي للشعر عام 1997.

## أعماله
- ماء البارحة- دار الغاوون - بيروت 2009

- غريب.. لا شيء عنك في ويكيليكس- دار مسعى - المنامة 2014
- الطريق إلى البيت- دار المتوسط - ميلانو، 2019
- كيف تصبح كردياً في خمسة أيام. دار المتوسط. ميلانو 2019

- رواية “العاجز” للروائيّ الكُرديّ صلاح الدين بولوت. 2013 مشروع “كلمة”. الإمارات العربية المتحدة
- قصائد للشاعر الكُردي شيركو بيكه س، وقصائد هولندية وألمانية.

قام الشاعر والمترجم التركي “متين فندقجي” بترجمة مختارات شعريّة انتقاها من مجموعتي “ماء البارحة“ و“غريب.. لا شيء عنك في ويكليكس“، والتي حملت عنوان “صورتنا بالأبيض والأسود”.
له ديوان شعري قيد الطبع بعنوان “سنبكي في الساحات مثل تماثيل قديمة”
وكذلك «عين الطير». سيرة روائية.

## مختارات من شعره
يقول في كتابه “غريب.. لا شيء عنك في ويكليكس“:
كنتُ أَخافُ على الرِّجالِ
وأَنتِ تمرِّينَ أَمامَهم
كنتُ أَخافُ عليهِم
وهُمْ يَسيلُونَ على الأَرضِ
من فرطِ الشَّهوةِ
كنتُ أَخافُ
وأَنا الطِّفلُ
وحينَ نظرتُ إِليكِ
صِرتُ رجلاً..
وفي ختام كتابه يقول عن نفسه: «في مطار دمشق، نسيتُ مروان علي. وركبت الطائرة نحو امستردام».
وفي قصيدة (گرْصُورْ) من ديوانه "الطريق إلى البيت" يقول: "صَعَدْتُ إلى أعلى نُقطةٍ/ في أمستردامْ/ ولمْ أرَ شيئاً/ 
من عتبةِ بيتنا الطينيِّ/ في كرْصُورْ/ كنتُ أقفُ على رؤوسِ أصابعي/ 
وأرى العالم".

## وصلات خارجية
مقالة عن ديوان «الطريق إلى البيت» للشاعر مروان علي، في صحيفة الحياة
http://www.alhayat.com/article/909728/%D8%A8%D9%84%D8%A7%D8%BA%D8%A9-%D8%A7%D9%84%D9%81%D9%82%D8%AF-%D9%81%D9%8A-%D8%B4%D8%B9%D8%B1-%D9%85%D8%B1%D9%88%D8%A7%D9%86-%D8%B9%D9%84%D9%8A
مقالة عن ديوان الشاعر مروان علي “غريب.. لا شيء عنك في ويكليكس“ في موقع صحيفة النهار
https://newspaper.annahar.com/article/148630-%D9%83%D8%AA%D8%A7%D8%A8--%D8%BA%D8%B1%D9%8A%D8%A8-%D9%84%D8%A7-%D8%B4%D9%8A%D8%A1-%D8%B9%D9%86%D9%83-%D9%81%D9%8A-%D9%88%D9%8A%D9%83%D9%8A%D9%84%D9%8A%D9%83%D8%B3-%D9%84%D9%85%D8%B1%D9%88%D8%A7%D9%86%D9%84%D9%85%D8%B1%D9%88%D8%A7%D9%86-%D8%B9%D9%84%D9%8A-%D9%83%D9%84%D9%85%D8%A7-%D8%AA%D8%B0%D9%83%D8%B1%D8%AA-%D8%B3%D9%88%D8%B1%D9%8A%D8%A7-%D9%86%D8%A8%D8%AA%D8%AA-%D8%B4%D8%AC%D8%B1%D8%A9-%D9%81%D9%8A
لقاء مع الشاعر مروان علي في موقع صحيفة العرب
https://alarab.co.uk/%D9%85%D8%B1%D9%88%D8%A7%D9%86-%D8%B9%D9%84%D9%8A-%D8%A3%D8%B1%D9%83%D8%B6-%D8%AE%D9%84%D9%81-%D8%A7%D9%84%D8%B4%D8%B9%D8%B1-%D9%81%D9%8A-%D8%A8%D9%8A%D8%A7%D8%AF%D8%B1-%D9%82%D8%B1%D9%8A%D8%AA%D9%8A-%D9%83%D8%B1%D8%B5%D9%88%D8%B1